# Høgskolten
Høgskolten (norwegisch für Hohe Hubbel) ist ein 2565 m hoher Berg im ostantarktischen Königin-Maud-Land. Im Gebirge Sør Rondane ist er die höchste Erhebung der Bleikskoltane.
Wissenschaftler des Norwegischen Polarinstituts benannten sie 1988.